# Aronskelk

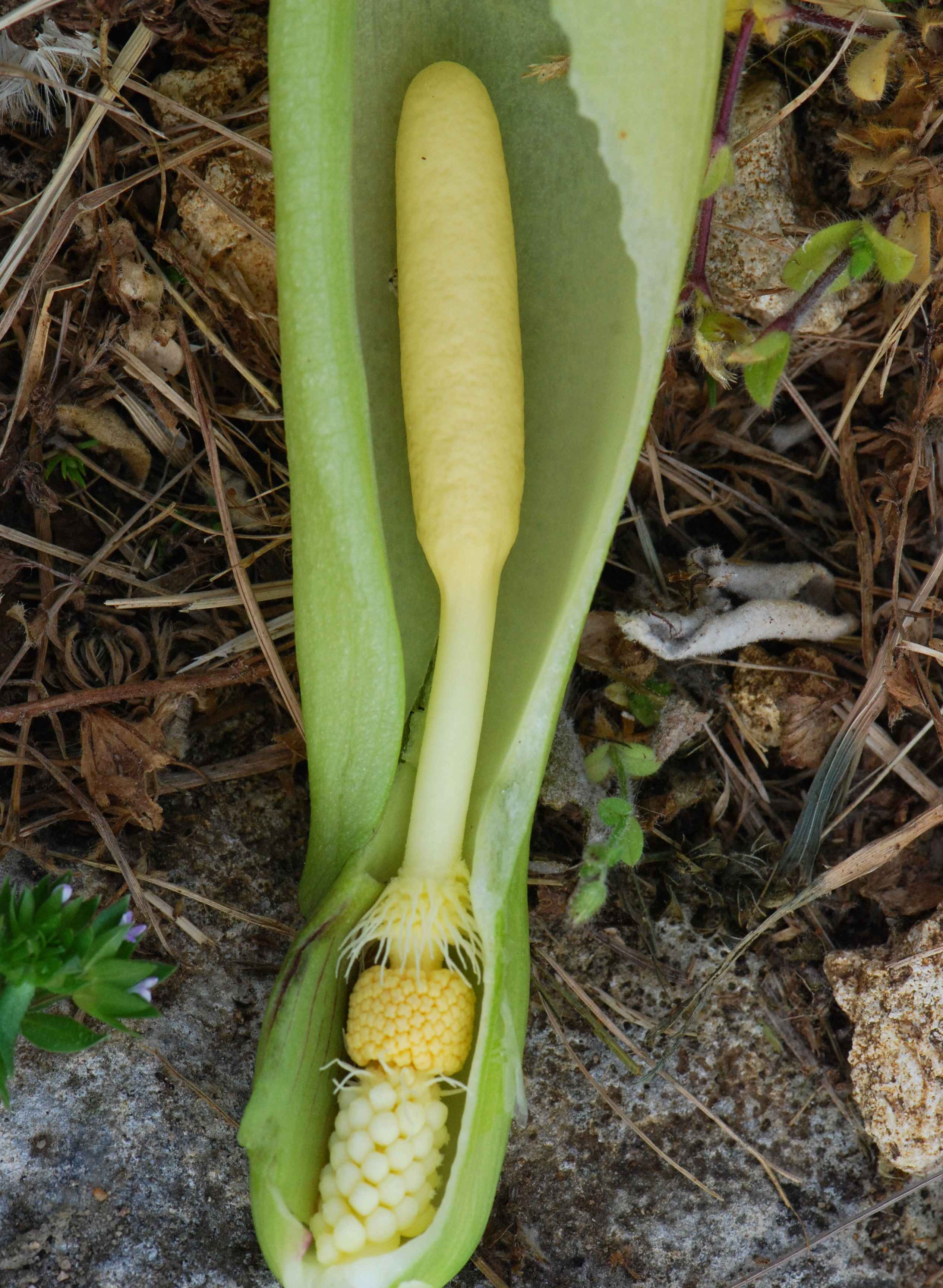
Opengewerkte bloeiwijze

Aronskelk (Arum) is een geslacht van planten uit de aronskelkfamilie (Araceae). In Nederland komt de gevlekte aronskelk (Arum maculatum) voor en wordt de Italiaanse aronskelk (Arum italicum) als stinsenplant aangetroffen. Arum dioscoridis is een soort uit het oostelijke Middellandse Zeegebied.
Aronskelk zou zijn Nederlandse naam hebben te danken aan het verhaal dat de bloem uit de staf van de Bijbelse figuur Aäron is ontsproten.
De aronskelken hebben een opmerkelijke bloeiwijze. De bloemen leveren geen nectar, maar lokken insecten met een sterke geur en sluiten de insecten vervolgens voor 24 uur op. Een dergelijke strategie van bedriegen wordt aangeduid met de term sapromyofilie.
De bloeiwijze van aronskelken bestaat uit een bloeikolf (spadix) die uit drie delen bestaat. Onderaan bevinden zich de vrouwelijke bloemen, daarboven de mannelijke bloemen (met daarboven een aantal onvruchtbare mannelijke bloemen die uitgegroeid zijn als uitsteeksels die dienen om insecten tegen te houden als ze eenmaal binnen zijn) en bovenaan een groot uitsteeksel dat de appendix wordt genoemd. De bloeikolf is omgeven met een groot schutblad (spatha) dat ver naar boven uitsteekt.
De vrouwelijke bloemen ontwikkelen zich het eerst. Als deze rijp zijn voor bestuiving, geeft de appendix van de bloem een sterke geur af die lijkt op die van mest of urine. Tegelijkertijd vindt in de appendix een grote warmteproductie plaats die helpt bij de verspreiding van deze geur. Insecten worden door deze geur aangetrokken. Als een insect op het omgevende blad of op de rand van de bloeiwijze gaat zitten, dan glijdt hij de "val" in, omdat de oppervlakte hiervan is bedekt met een laagje olie waar ook de poten van insecten geen houvast op hebben. De insecten kunnen niet ontsnappen door de uitsteeksels boven de mannelijke bloemen en doordat ook de binnenzijde van de bloeiwijze is bedekt met een laagje olie.
De vrouwelijke bloemen geven een druppel kleverige vloeistof af. De insecten die in de bloeiwijze rondkruipen komen hiermee in aanraking. Hierdoor komt het stuifmeel dat deze insecten van een eerder bezoek aan een andere aronskelk hebben overgehouden op de vrouwelijke bloemen terecht, zodat kruisbestuiving tot stand komt.
Binnen 24 uur vinden er een aantal veranderingen in de bloeiwijze plaats. De kleverige uitscheiding op de vrouwelijke bloemen verdwijnt, de mannelijke bloemen komen tot rijping en werpen het stuifmeel uit zodat dat op de insecten onder in de bloeiwijze terechtkomt. Het blijft kleven aan de insecten, omdat die besmeurd zijn met kleverige vloeistof. Vervolgens verdwijnt ook de olie aan de binnenzijde van de bloeiwijze en verslappen de uitsteeksels zodat de insecten naar buiten kunnen kruipen.
Opmerkelijk is dat de bloeiwijze een aanzienlijke hoeveelheid warmte produceert. Deze warmteproductie bestaat uit vier verschillende fases, de eerste twee vinden plaats in een vroeg stadium, worden veroorzaakt door de mannelijke bloemen en hebben waarschijnlijk vooral te maken met de ontwikkeling van de bloem. De derde is het meest spectaculair en wordt veroorzaakt door de appendix, zoals hierboven beschreven. De temperatuur kan tijdens deze verhitting wel oplopen tot 15 °C hoger dan de omgevingstemperatuur. De laatste verhitting vindt weer plaats in de mannelijke bloemen en helpt bij de rijping hiervan.

## Bloemdiagram

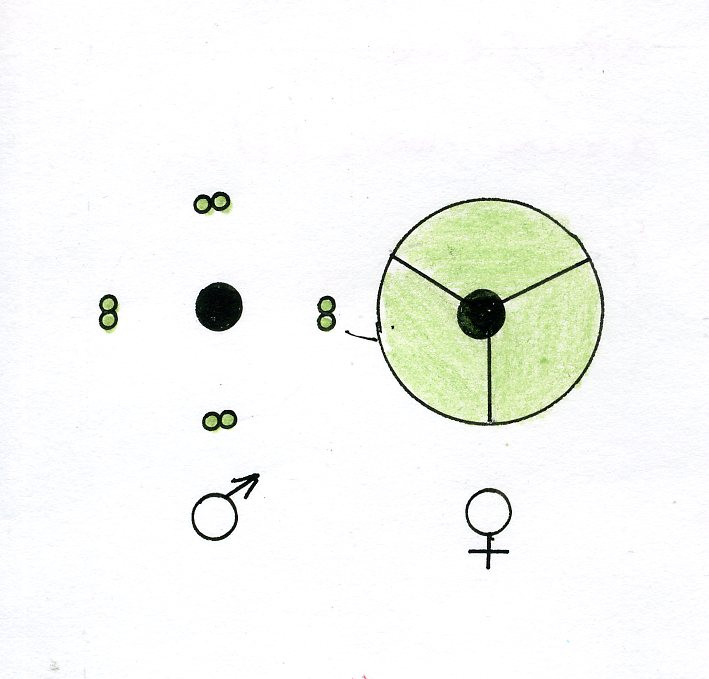

## Soorten

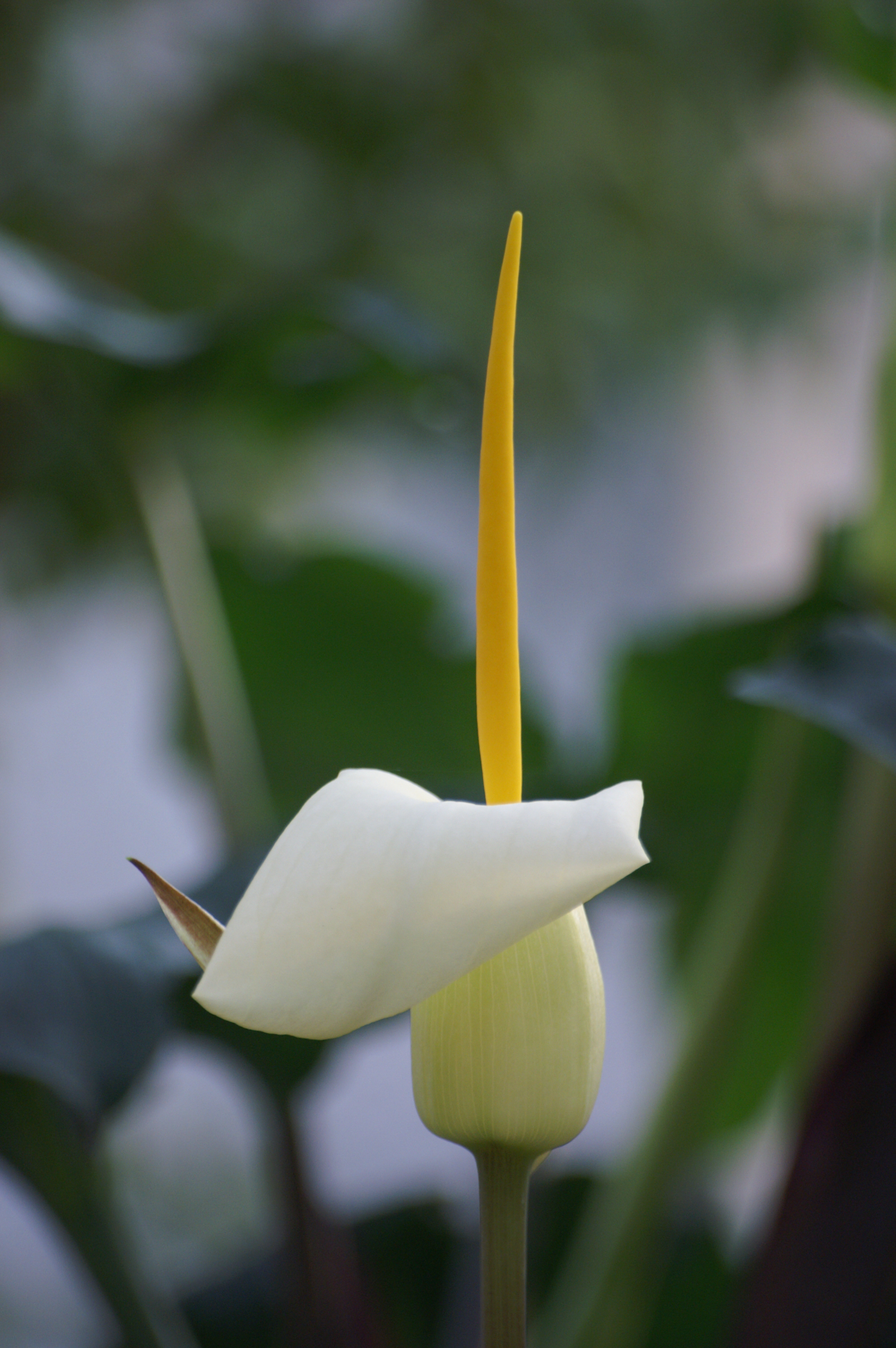
Arum creticum
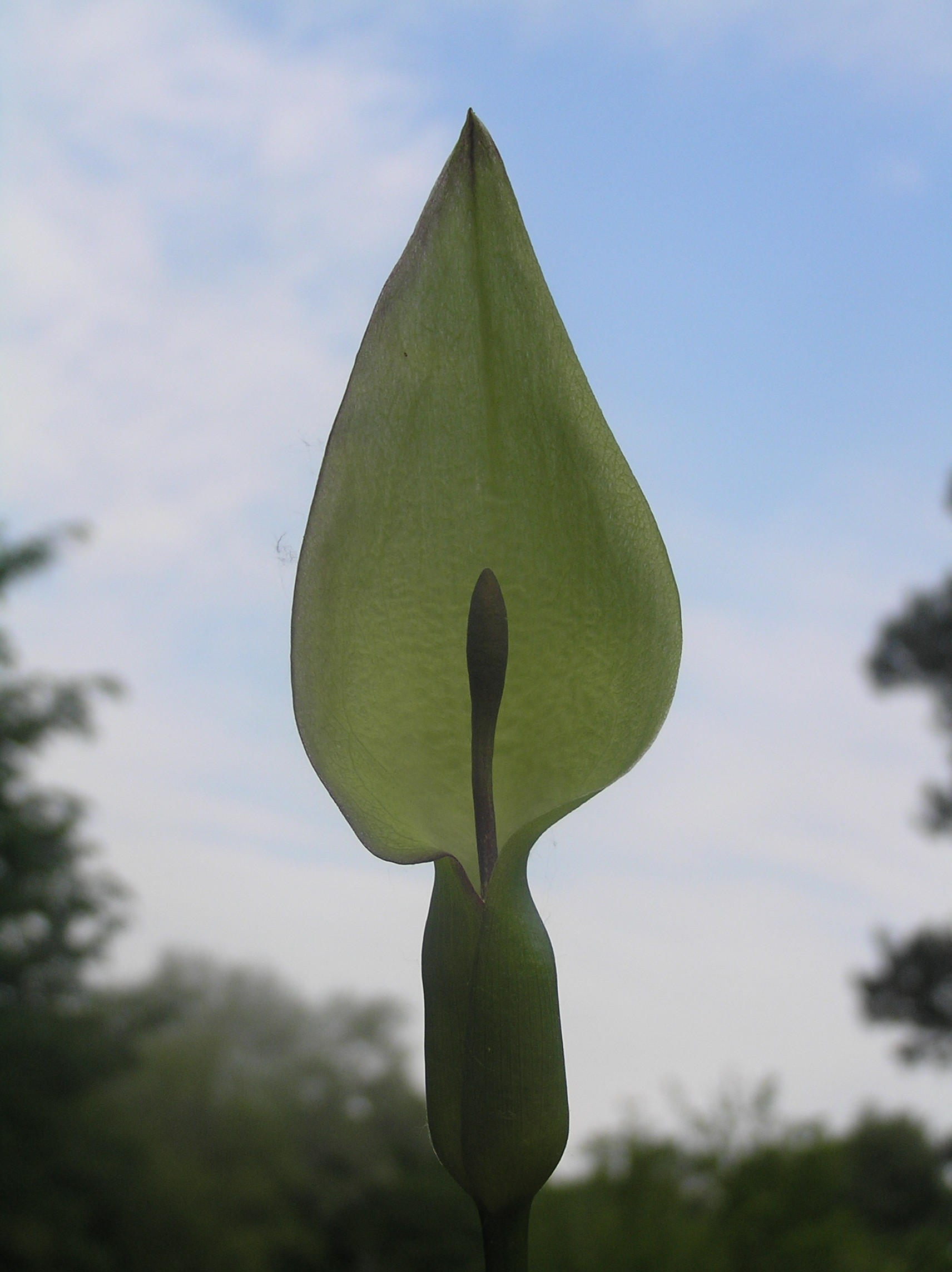
Arum cylindraceum
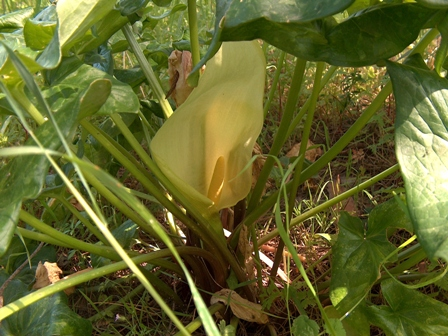
Arum italicum (Italiaanse aronskelk)
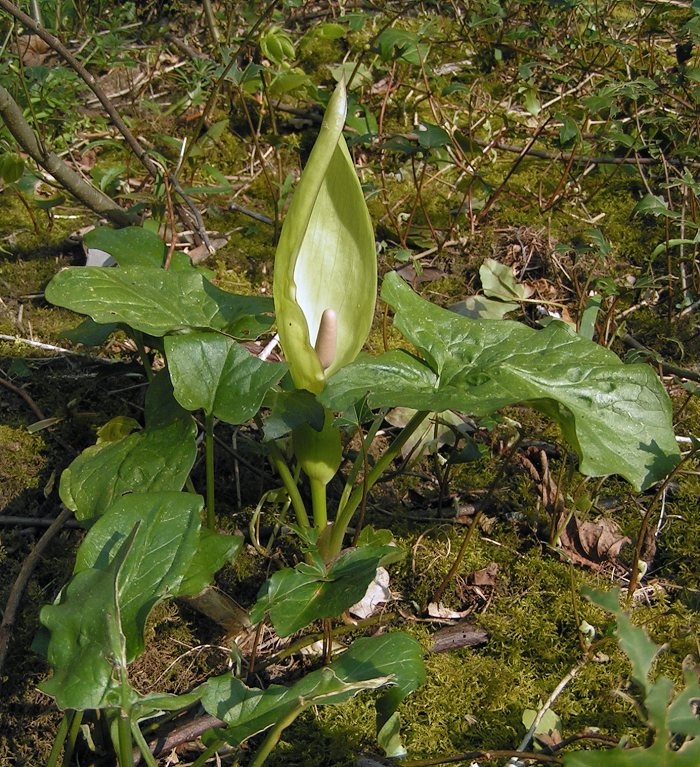
Arum maculatum (gevlekte aronskelk)
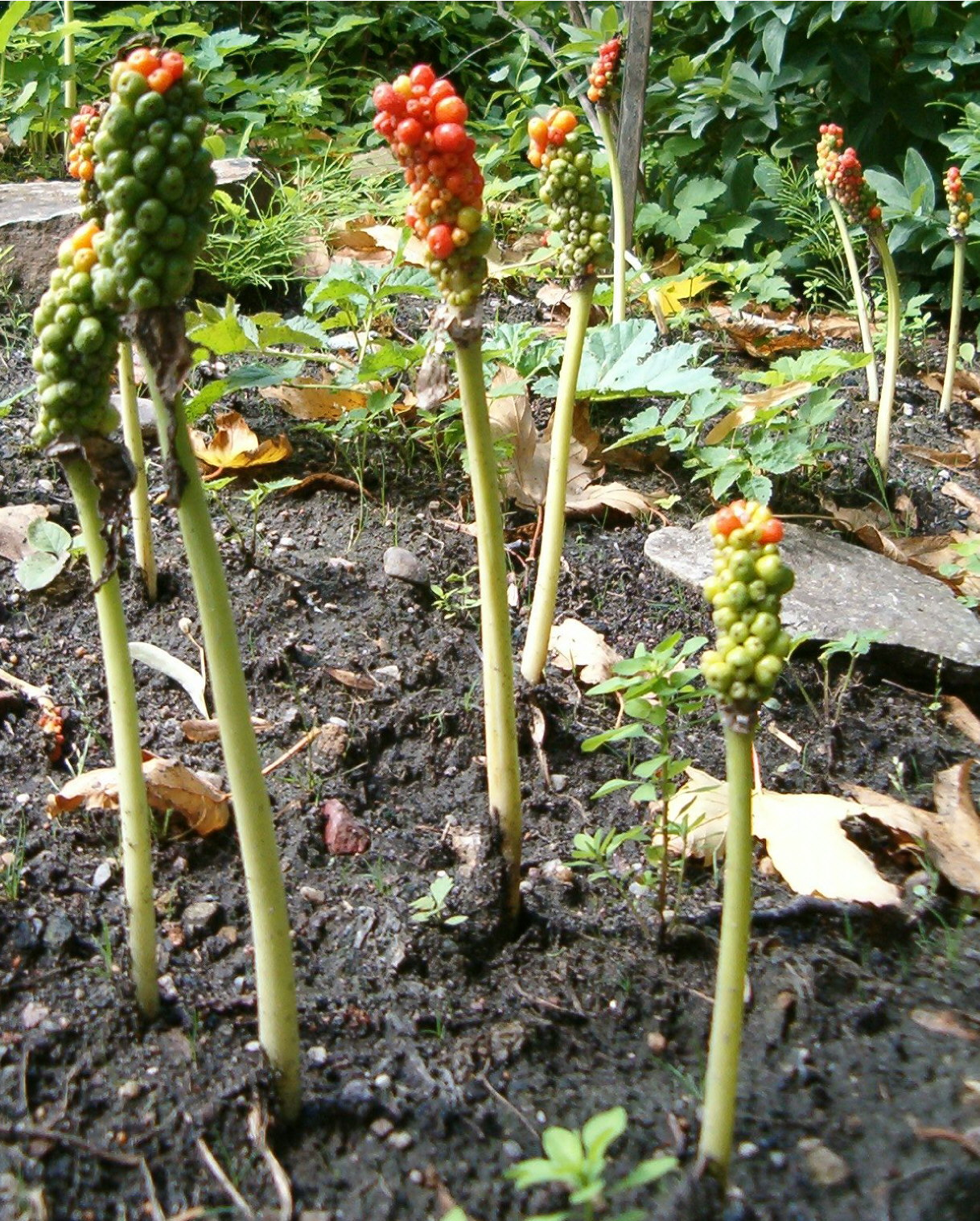
Arum orientale
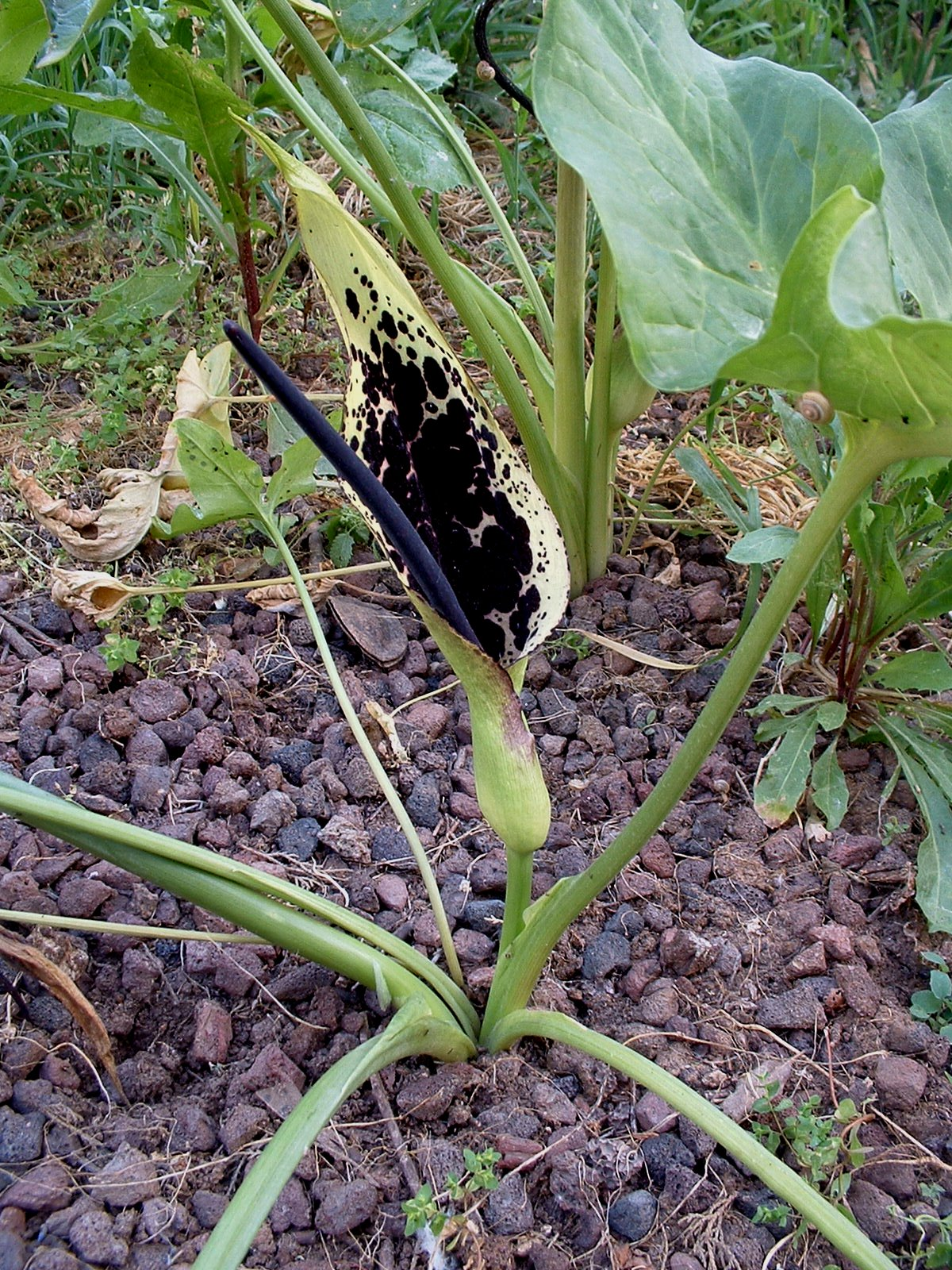
Arum dioscoridis
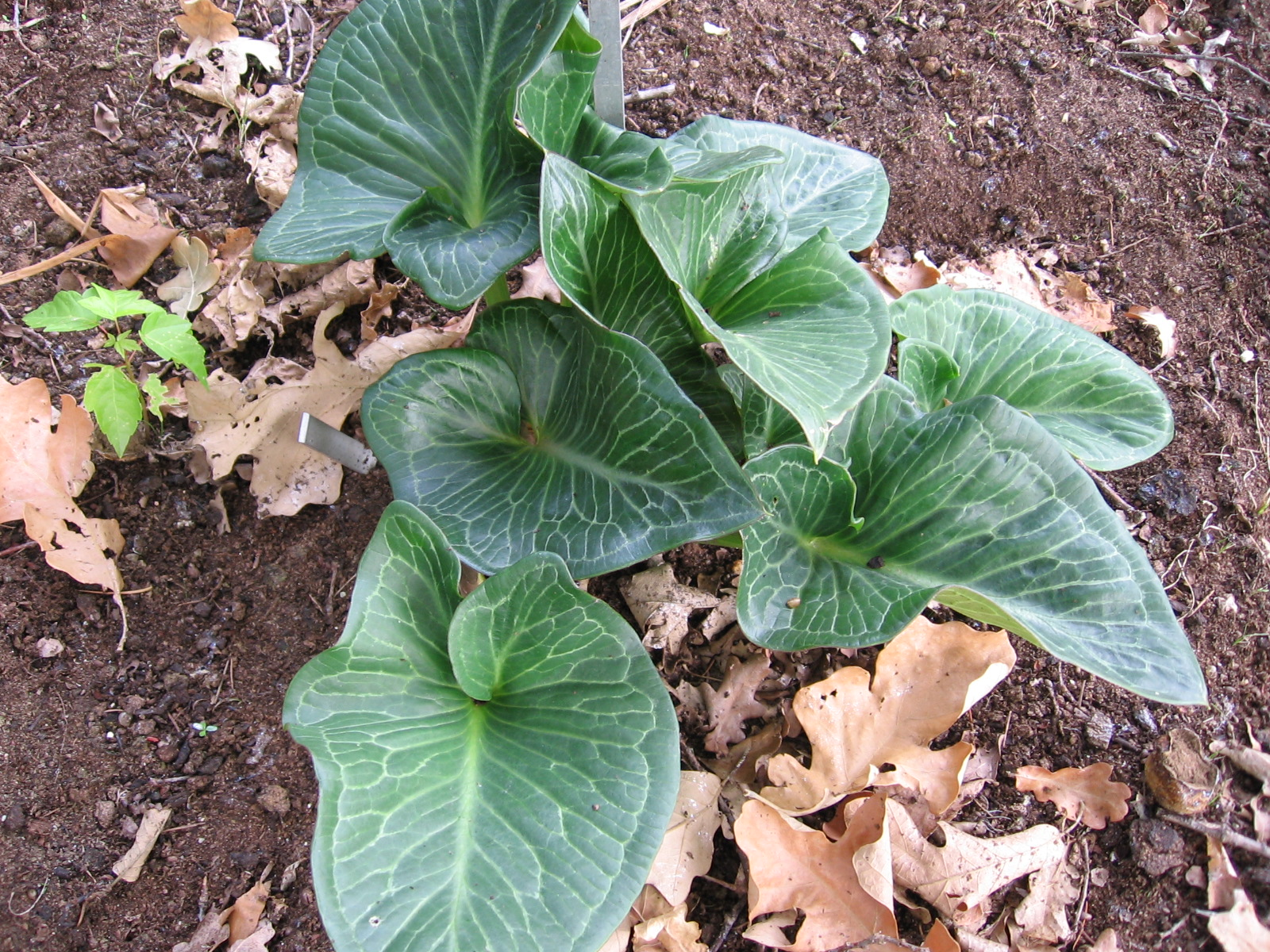
Arum pictum